# Boeing X-48

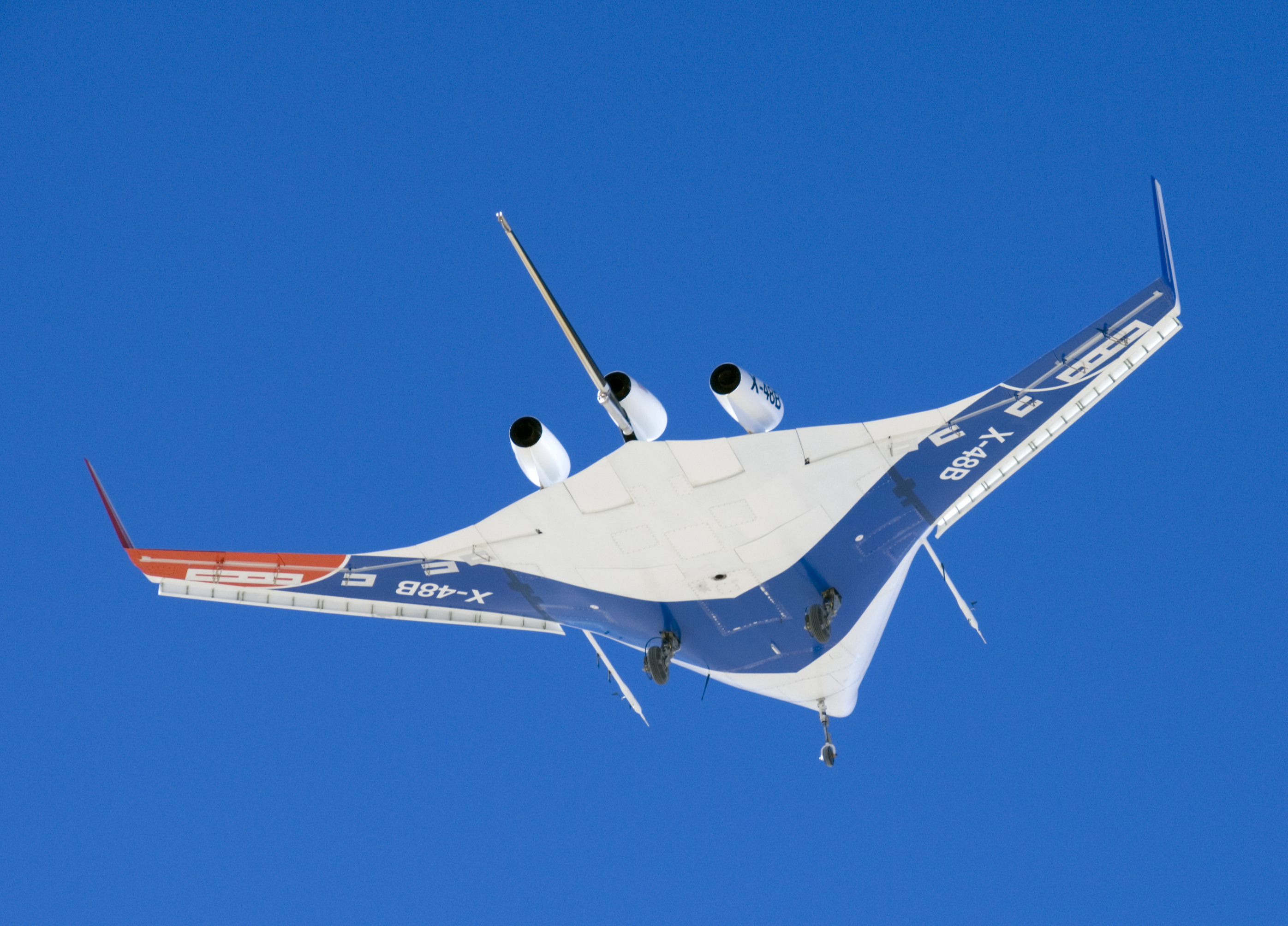
Boeing X-48B

De Boeing X-48 is een experimenteel vliegtuig ontwikkeld door Boeing en NASA. Het is een zogenaamde vliegende vleugel.
Op 20 juli 2007 had een onbemand, 8.5% schaalmodel prototype (model X-48B) met een spanwijdte van 6,4 m op het Dryden Flight Research Center van NASA in Californië de eerste testvlucht. De vlucht duurde 31 minuten en het toestel bereikte een hoogte van 2.286 m.
X-1 · X-2 · X-3 · X-4 · X-5 · X-6 · X-7 · X-8 · X-9 · X-10 · X-11 · X-12 · X-13 · X-14 · X-15 · X-16 · X-17 · X-18 · X-19 · X-20 · X-21 · X-22 · X-23 · X-24 · X-25 · X-26 · X-27 · X-28 · X-29 · X-30 · X-31 · X-32 · X-33 · X-34 · X-35 · X-36 · X-37 · X-38 · X-39 · X-40 · X-41 · X-42 · X-43 · X-44 · X-45 · X-46 · X-47 · X-48 · X-49 · X-50 · X-51 · X-53 · X-57 ·  X-59